# Linaire
Taxons concernés
Parmi la famille des Scrophulariaceae,
 ou des Plantaginaceae selon la
classification phylogénétique :
- Genres :
  - Linaria
  - Cymbalaria
  - Kickxia
  - Chaenorhinum
  - Anarrhinummodifier

On appelle linaire diverses plantes de la famille des Plantaginaceae selon la classification phylogénétique (Scrophulariaceae selon la classification traditionnelle). Elles appartiennent au genre Linaria et à des genres proches : Cymbalaria, Kickxia, Chaenorhinum ou Anarrhinum. Il s'agit donc d'un nom vernaculaire désignant un taxon polyphylétique.
Les feuilles des Linaires rappellent par leur forme celles du Lin. Les fleurs des linaires sont zygomorphes et possèdent un éperon plus ou moins important. Les espèces les plus connues sont la Linaire cymbalaire et la Linaire commune.

## Particularités
Chez les Linaires, la pollinisation entomogame s'opère essentiellement par des bourdons (genre Bombus et genres voisins) et grosses abeilles suffisamment forts pour entrouvrir la lèvre inférieure de la fleur sur laquelle ils atterrissent et s'introduire à l'intérieur de la corolle pour y prélever nectar et pollen.

## Liste d'espèces appelées « linaire »

### Espèces du genreLinaria
- Linaire des Alpes - Linaria alpina
- Linaire à feuilles étroites ou Linaire d'Italie - Linaria angustissima
- Linaire des champs - Linaria arvensis
- Linaire commune - Linaria vulgaris
- Linaire couchée - Linaria supina
- Linaire à feuilles de thym - Linaria thymifolia
- Linaire jaune - Linaria flava
- Linaire du Maroc - Linaria maroccana
- Linaire rampante  ou Linaire striée - Linaria repens
- Linaire des sables - Linaria arenaria
- Linaire de Pélissier - Linaria pelisseriana

### Espèces du genreCymbalaria
- Linaire cymbalaire, Linaire des murs ou Linaire vivace - Cymbalaria muralis

### Espèces du genreKickxia
- Linaire bâtarde - Kickxia spuria
- Linaire élatine - Kickxia elatine
- Linaire laineuse - Kickxia lanigera
- Linaire à vrilles - Kickxia cirrhosa

### Espèces du genreChaenorhinum
- Linaire à feuilles d'Origan - Chaenorhinum origanifolium
- Linaire à feuilles rougeâtres - Chaenorhinum rubrifolium
- Petite Linaire - Chaenorhinum minus

### Espèces du genreAnarrhinum
- Linaire à feuilles de pâquerette - Anarrhinum bellidifolium